# 부성동
부성1동(富城1洞), 부성2동(富城2洞)은 충청남도 천안시 서북구의 행정동이다. 두정동을 포함한 시내 북부지역의 동들을 관할한다. 행정동 이름은 관할 법정동 중 부대동(富垈洞)의 '富', 성성동(聖城洞)의 '城'자를 따서 이름을 붙여 부성동이라고 명명되었다.

## 부성1동

### 관할 법정동
- 두정동(斗井洞)

마을 앞에 큰 우물이 있어 물이 말로 쏟아져 나온다고 말우물 또는 두정(斗井)이라 한데서 유래되었다. 1동은 쌍용대로 동쪽지역의 두정동(두정역 주변)을 관할한다. 1980년대 초에 천안 1공단이 조성되어 주로 산업단지 지대였으나, 2000년대 초반 들어서 택지지구가 개발되고 2005년 수도권전철 1호선이 연장 개통되면서 인구가 많은 주거지역으로 전환되어 발전하였다. 천안1공단은 공업지역에서 주거지역으로 전환되어 두정역 동편에 택지지구로의 재개발이 진행 중이다. 수도권 전철 1호선 두정역이 이곳을 지난다.
- 부대동(富垈洞)

부자터라는 뜻을 지니고 있기도 하지만, 지명의 어원은 '북들'에서 유래한 것이다. 한자로 고정(鼓庭)에서 유래된 것으로서 북뜰이 부투리로 변했고 그것을 한자로 음차하는 과정에서 부대리가 되었다. 삼국시대부터 이미 취락이 형성되어왔으며, 경부선 주변으로 부성지구 및 부성2지구의 택지지구 개발이 계획되어있다.
- 신당동(新堂洞)

1914년 행정구역 통폐합에 따라 신대/새터(新垈), 송당(松堂), 건봉정(建峰亭), 독주막이(獨酒幕이) 일부를 합치고 새터(新垈)와 송당(松堂) 두동네의 지명을 따서 신당리라고 하였다. 1963년 시승격 후 신당동이 되어 오늘날에 이르고 있다.
- 업성동(業城洞)

마을 뒷산에 선바위라는 큰 바위무리가 있어 입암리(立石里), 암석리(岩石里)라고 하던 것이 업성(業成)으로 변했다. 1914년 행정구역 통폐합에 따라 온수동(溫水洞), 광주동(光珠洞), 입암동(立岩洞)을 합쳐 업성리가 되었다. 1963년 시승격 후 업성동이 되어 오늘날에 이르고 있다. 천안서북경찰서가 이곳에 위치하며, 인근에 천안2공단이 있다.

### 교육
- 한국기술교육대학교 제2캠퍼스 (부대동)
- 공주대학교 천안캠퍼스 (부대동)
- 천안신당고등학교 (신당동)
- 천안업성고등학교 (업성동)
- 천안상업고등학교 (신당동)
- 천안오성고등학교 (성성동)
- 천안두정고등학교 (두정동)
- 천안두정중학교 (두정동)
- 천안오성중학교 (두정동)
- 성성중학교 (두정동)
- 부성중학교 (부대동)
- 가람중학교 (성성동)
- 천안희망초등학교(두정동)
- 천안두정초등학교 (두정동)
- 천안신대초등학교 (두정동)
- 천안부성초등학교 (두정동)
- 천안오성초등학교 (두정동)
- 천안부대초등학교 (부대동)
- 천안업성초등학교 (업성동)
- 천안가람초등학교 (성성동)
- 천안성성초등학교 (성성동)
- 천안차암초등학교 (차암동)

### 주요 시설

#### 공공기관
- 천안서북경찰서 (업성동)

#### 유통
- 메가도매센터 (신당동)

#### 교통
- ● 수도권 전철 1호선 두정역 (두정동)

## 부성2동

### 관할 법정동
- 두정동(斗井洞)

마을 앞에 큰 우물이 있어 물이 말로 쏟아져 나온다고 말우물 또는 두정(斗井)이라 한데서 유래되었다. 2동은 쌍용대로 서쪽지역의 두정동을 관할한다. 2000년대 초반 택지지구로 개발되면서 많은 인구가 유입되었고 대단위 주거지역으로 발전하였다. 두정도서관, 고용노동부 천안지청 주변으로 먹자골목 번화가가 위치하고 있다.
- 성성동(聖城洞)

1914년 행정구역 통폐합에 따라 사라리(沙羅里), 영성리(寧城里), 율동(栗洞:밤골)을 합쳐서 성인동(聖人洞)의 '聖'자와 영성리(寧城里)의 '城'를 따서 성성리라고 행정구역을 제정했다. 1963년 시승격 이후 성성동이 되어 오늘날에 이르고 있다. 번영로 서쪽에 삼성SDI 사업장이 있으며, 업성저수지 아래 일대에 성성1지구부터 성성4지구까지 택지지구 개발이 진행되고 있다.
- 차암동(車岩洞)

1914년 행정구역 통폐합에 따라 수릿터/차대(車垈)와 율지동(栗枝洞), 율지리(栗枝里)를 합쳤는데 수릿터/차대(車垈)와 차돌백이의 뜻을 따서 차암리(車岩里)라고 행정구역을 제정했다. 아산만의 백석포(白石浦)와 평택으로 이어지는 큰길이 있어 옛날부터 오고가는 사람이 많았다고 전해지며,1963년 천안시 승격 후 차암동이 되어 오늘날에 이르고 있다. 천안2공단과 천안3공단이 이곳에 있으며, 천안3공단 서쪽에 '스마일시티'라는 이름으로 약 4,600세대의 아파트 중심 택지지구가 조성 되었다.

### 교육
- 천안두정고등학교 (두정동)
- 천안오성고등학교 (성성동)
- 천안오성중학교 (두정동)
- 천안성성중학교 (두정동)
- 천안부성초등학교 (두정동)
- 천안오성초등학교 (두정동)
- 천안차암초등학교 (차암동)

### 주요 시설
- 고용노동부 천안고용노동지청 (두정동)
- 충청지방통계청 천안사무소 (두정동)
- 천안시서북구 선거관리위원회 (두정동)
- 두정도서관 (두정동)

### 아파트
| 단지명                       | 건설사                 | 시행사                            | 주소                    | 입주               | 비고                                |
| ---------------------------- | ---------------------- | --------------------------------- | ----------------------- | ------------------ | ----------------------------------- |
| 두정대우 2차                 | 대우건설               | ㈜대우건설                        | 서북구 두정중5길 15     | 1998년 12월        |                                     |
| 두정 푸르지오 3차            | 대우건설               | ㈜대우건설                        | 서북구 성정두정로 142   | 2003년 9월         |                                     |
| 두정 푸르지오 4차            | 대우건설               | ㈜대우건설                        | 서북구 늘푸른1길 50     | 2003년 11월        |                                     |
| 두정 푸르지오 5차            | 대우건설               | ㈜대우건설                        | 서북구 두정고1길 9      | 2004년 4월         |                                     |
| 두정역 푸르지오              | 대우건설               | 마하나임㈜                        | 서북구 두정역길 48      | 2009년 11월        |                                     |
| 천안 레이크타운 푸르지오     | 대우건설               | 하나자산신탁㈜                    | 서북구 성성6로 111      | 2017년 7월         |                                     |
| 천안 레이크타운 2차 푸르지오 | 대우건설               | 하나자산신탁㈜ ㈜그리심           | 서북구 성성9로 14       | 2018년 1월         |                                     |
| 천안 레이크타운 3차 푸르지오 | 대우건설               | 성성레이크팰리스지역주택조합      | 서북구 성성6로 68       | 2020년 5월         |                                     |
| 천안 푸르지오 레이크사이드   | 대우건설               | 하나자산신탁㈜ 성성㈜             | 서북구 성성7로 36       | 2023년 5월         |                                     |
| 천안시티자이                 | 지에스건설㈜           | 군인공제회                        | 서북구 성성6로 21       | 2018년 9월         |                                     |
| 성성자이 레이크파크          | 지에스건설㈜           | ㈜교보자산신탁 ㈜제이비스         |                         |                    |                                     |
| 천안 롯데캐슬 더 두정        | 롯데건설               | 비에프원㈜                        |                         | 2025년 11월 (예정) |                                     |
| e편한세상 스마일시티         | ㈜삼호                 | 천안제삼사이언스콤플렉스㈜        | 서북구 스마일시티1로 55 | 2015년 3월         |                                     |
| e편한세상 스마일시티 2차     | ㈜삼호                 | 대림산업㈜                        | 서북구 스마일시티2로 2  | 2016년 8월         |                                     |
| e편한세상 두정 3차           | ㈜삼호                 | 한국자산신탁                      | 서북구 북일로 21        | 2017년 2월         |                                     |
| e편한세상 두정 2차           | DL이앤씨               | ㈜천안두정랜드마크                | 서북구 노태산로 145     | 2013년 6월         |                                     |
| e편한세상 성성호수공원       | DL이앤씨               | ㈜하나자산신탁 ㈜숲이랑코퍼레이션 |                         | 2028년 2월 (예정)  |                                     |
| e편한세상 두정4차            | 고려개발               | ㈜국제자산신탁                    | 서북구 두정공단2길 50   | 2018년 10월        |                                     |
| e편한세상 천안부성           | 고려개발               | 한국토지신탁                      | 서북구 천안대로 1287-1  | 2018년 2월         |                                     |
| 차암 꿈에그린 스마일시티     | ㈜한화 건설부문        | 차암스마일시티 지역주택조합       | 서북구 스마일시티1로 1  | 2014년 10월        |                                     |
| 포레나 천안두정              | ㈜한화 건설부문        | ㈜하나자산신탁 드림스테이지개발㈜ | 서북구 천안대로 980-17  | 2022년 3월         |                                     |
| 포레나 천안노태 1단지        | ㈜한화 건설부문        | ㈜아시아신탁 ㈜천안노태개발       | 서북구 한들2로 170      | 2024년 12월        | 2단지는 백석동 소재                 |
| 스마일시티 해링턴플레이스    | 진흥기업               | ㈜효성                            |                         | 2016년 1월         |                                     |
| 천안두정 해링턴플레이스      | 효성중공업             | ㈜교보자산신탁                    | 서북구 봉정로 324       | 2020년 4월         |                                     |
| 신당코아루                   | 삼두도시개발㈜         | 한국토지신탁                      | 서북구 신당새터2길 55   | 2005년 12월        |                                     |
| 두정역 코아루스위트          | 성우종합건설㈜         | 한국토지신탁                      | 서북구 천안대로 969     | 2014년 12월        |                                     |
| 두정3차 한성필하우스         | 한성종합건설㈜         | 한성종합건설㈜                    | 서북구 봉정로 366       | 2004년 10월        | 구 천성중학교·천안상업고등학교 자리 |
| 두정서해그랑블               | 서해종합건설㈜         | 서해종합건설㈜                    | 서북구 늘푸른1길 32     | 2004년 4월         |                                     |
| 두정경남아너스빌             | 경남기업               | 경남기업                          | 서북구 두정중11길 17    | 2004년 6월         |                                     |
| 두정 리슈빌                  | 계룡건설산업           | 계룡건설산업                      | 서북구 부성8길 29       | 2004년 3월         |                                     |
| 두정세광엔리치빌 2단지       | 세광종합건설㈜         | 세광종합건설㈜                    |                         | 2003년 9월         |                                     |
| 두정세광엔리치빌 3단지       | 세광종합건설㈜         | 세광종합건설㈜                    | 서북구 늘푸른1길 29     | 2003년 9월         |                                     |
| 두정역 힐스테이트            | 현대건설               | 무궁화신탁㈜ 이린㈜               |                         |                    |                                     |
| 천안 아이파크시티            | 현대산업개발           | ㈜제이에스도시개발                |                         |                    |                                     |
| 부성지구 한라비발디          | ㈜에이치엘디앤아이한라 | 무궁화신탁㈜ ㈜티엠라이징         |                         |                    |                                     |
| 성성비스타 동원              | 동원개발               | 동원개발                          |                         |                    |                                     |

### 사업
- 동아제약 천안공장
- 롯데웰푸드 천안공장